# 阿达大桥
44°47′42″N 20°25′36″E / 44.79500°N 20.42667°E
阿达大桥是塞尔维亚首都贝尔格莱德一座跨越萨瓦河的斜拉桥。

## 大众文化
探索频道（Discovery Channel）纪录片《工程大突破》（Build Bigger）的第九季第五集展示了阿达大桥建设过程。